# Romanus (exarch)

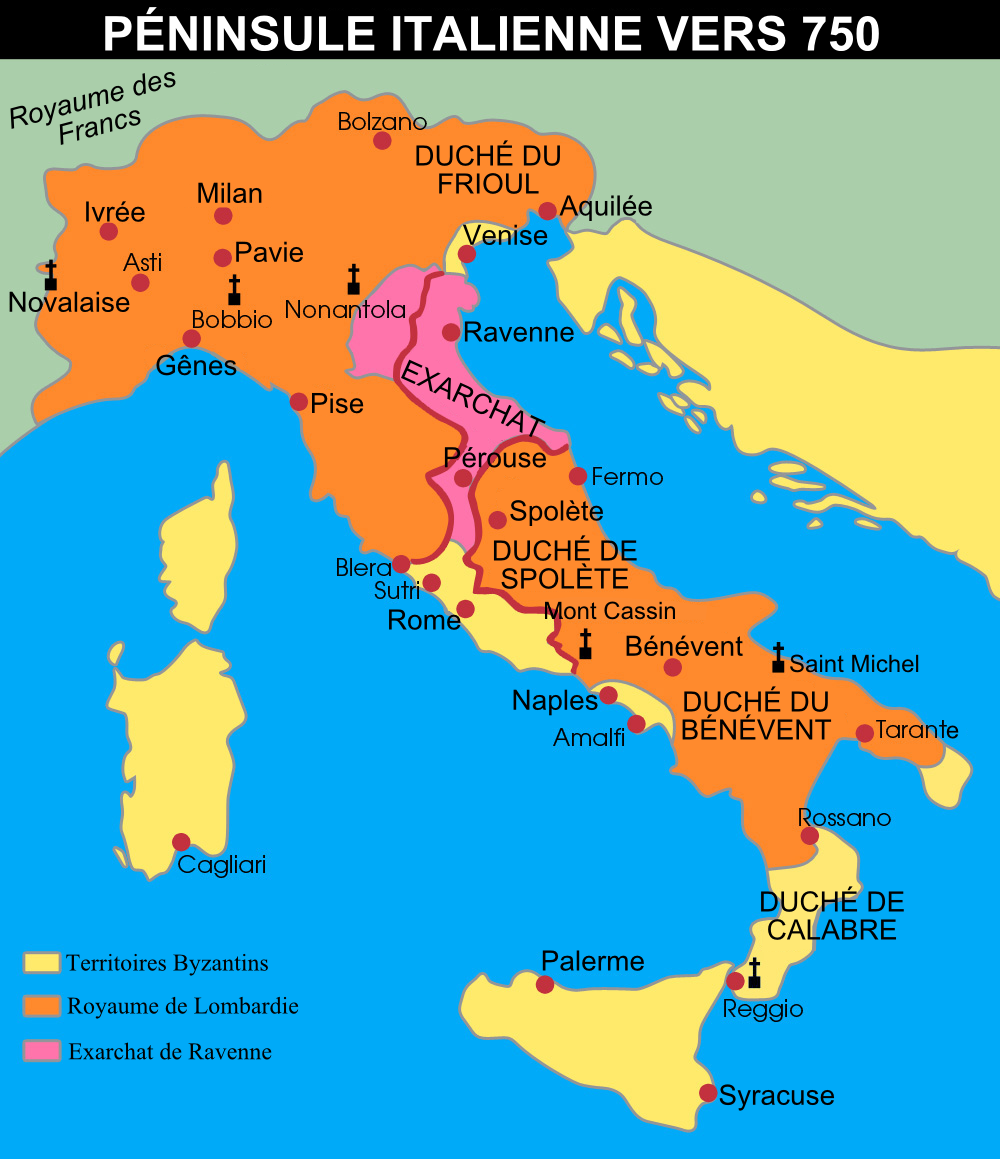
Kaart van Italië rond 600

Romanus was exarch van Ravenna van 589 tot 598.

## Biografie
Romanus had zijn pluimen verdiend, als generaal, tijdens de Byzantijns-Sassanidische oorlog (572-591). In 589 kreeg hij de opdracht van de Byzantijnse keizer Mauricius, exarch Smaragdus te vervangen, die geen vat kreeg op de situatie in Italië. Hij ging gesprekken aan met de Frankische koning Childebert II om de hoofdstad van de Longobarden, Pavia, te veroveren. Het jaar 590 was een scharnierjaar, Agilulf werd de nieuwe koning van de Longobarden en Gregorius I werd paus. Childebert II trok zijn staart in, Romanus stond er alleen voor. Zijn campagne was redelijk succesvol, maar niet duurzaam.
In 591 begon de hertog van Spoleto Ariulf een expansionistisch beleid te voeren ten nadele van de Byzantijnen, door de steden van de Umbrische corridor, die Rome met Ravenna verbond, te veroveren en de Eeuwige Stad zelf te belegeren. Paus Gregorius riep de hulp in van de exarch, maar die bewoog niet. De opzet van de paus was, dat de vrede op het schiereiland zou terugkeren en een einde zou komen aan de verwoesting van de oorlog, maar Romanus was het daar niet mee eens en deed er alles aan om het te verhinderen. Gregorius ging dan maar zelf gaan onderhandelen met Ariulf, dit werd door de Byzantijnen beschouwd als insubordinatie. Romanus trok gewapenderhand op tegen Ariulf en verdreef hem. De campagne van Romanus veroorzaakte niet alleen de verontwaardiging van de paus, maar ook de reactie van koning Agilulf, die vanuit Pavia in de richting van Perugia marcheerde en Rome belegerde. Hij trok zich pas terug na het verkrijgen van een tribuut van de paus. Daarna kreeg paus Gregorius nog een ferme uitbrander van keizer Mauricius, hij  beschuldigde de paus van ontrouw aan het rijk en van domheid voor zijn pogingen tot onderhandelen.
De geschillen met paus Gregorius I waren niet alleen politiek, maar ook religieus. De meningsverschillen betreffende de Driekapittelstrijd bleven onopgelost.
Romanus stierf een natuurlijke dood in 598 en werd opgevolgd door Callinicus.